# 李景年
李景年，字延祐，五胡十六国汉赵匈奴前部人。
李景年年轻时家贫，被叔父抚养，常让他牧羊。李景年见到叔叔的儿子读书，非常羡慕。后来跟随博士求得一百多个字，牧羊的闲暇，折草木书写。叔父发现之后，认为他是家中的千里驹，为他娶妻教学。河瑞元年（309年）七月，汉赵和西晋在长平作战时，刘聪战马中箭，差点被晋军所获。李景年把马交给刘聪，击败晋军。嘉平三年（313年）转任虎牙将军，攻打长安，以功封梁邹侯。